# Fengtai (Peking)
Fengtai (Vereenvoudigd Chinees: 丰台区, Hanyu pinyin: Fēngtái Qū) is een stadsdeel in de gemeente Peking. Het ligt ten zuiden van het oude stadshart.
De oppervlakte van het district is 306 km², waarmee het district het op twee na grootste van Peking is. In 2002 leefden er 850.000 personen in het district.

## Verkeer en vervoer
In het district liggen delen van de 3e ringweg, 4e ringweg en de 5e ringweg van Peking. Ook loopt een gedeelte van snelwegen (Expressways) door het district: Jingshi Expressway en de Jingzhu Expressway.

## Bezienswaardigheid in het district
Bezienswaardig in het district is het Beijing World Park waar, op schaal, bijzondere bouwwerken uit de gehele wereld staan tentoongesteld.